# Muhammad Abdallah Kounta
Muhammad Abdallah Kounta (ur. 27 października 1994 w Paryżu) – francuski lekkoatleta sprinter i płotkarz, medalista halowych mistrzostw Europy, olimpijczyk.
Specjalizuje się w biegu na 400 metrów i biegu na 400 metrów przez płotki. Odpadł w eliminacjach sztafety 4 × 400 metrów na igrzyskach olimpijskich w 2020 w Tokio.
Zdobył srebrny medal w sztafecie 4 × 400 metrów na halowych mistrzostwach Europy w 2023 w Stambule.
Był wicemistrzem Francji w biegu na 400 metrów przez płotki w 2018 i w biegu na 400 metrów w 2021, a w hali wicemistrzem w biegu na 400 metrów w 2023.

## Osiągnięcia
| Rok  | Impreza                                 | Miejsce   | Konkurencja                 | Pozycja    | Wynik           |
| ---- | --------------------------------------- | --------- | --------------------------- | ---------- | --------------- |
| 2018 | Igrzyska śródziemnomorskie              | Tarragona | bieg na 400 m przez płotki  | 7. miejsce | 50,18           |
| 2018 | Mistrzostwa Europy                      | Berlin    | bieg na 400 m przez płotki  | półfinał   | 49,58           |
| 2021 | World Athletics Relays                  | Chorzów   | sztafeta 4 × 400 m          | 7. miejsce | 3:06,16         |
| 2021 | Superliga drużynowych mistrzostw Europy | Chorzów   | sztafeta 4 × 400 m          | 4. miejsce | 3:03,59         |
| 2021 | Igrzyska olimpijskie                    | Tokio     | sztafeta 4 × 400 m          | eliminacje | 3:00,81         |
| 2022 | Igrzyska śródziemnomorskie              | Oran      | sztafeta 4 × 400 m          | 5. miejsce | 3:05,35         |
| 2023 | Halowe mistrzostwa Europy               | Stambuł   | bieg na 400 m               | eliminacje | 47,55           |
| 2023 | Halowe mistrzostwa Europy               | Stambuł   | sztafeta 4 × 400 m          | 2. miejsce | 3:06,52         |
| 2024 | Mistrzostwa Europy                      | Rzym      | sztafeta 4 × 400 m          | 4. miejsce | 3:01,43         |
| 2024 | Mistrzostwa Europy                      | Rzym      | sztafeta mieszana 4 × 400 m | –          | DQ              |
| 2024 | Igrzyska olimpijskie                    | Paryż     | sztafeta 4 × 400 m          | 9. miejsce | 3:07,30         |
| 2024 | Igrzyska olimpijskie                    | Paryż     | sztafeta mieszana 4 × 400 m | –          | DQ              |
| 2025 | World Athletics Relays                  | Kanton    | sztafeta 4 × 400 m          | 4. miejsce | 2:58,80 (elim.) |
| 2025 | World Athletics Relays                  | Kanton    | sztafeta mieszana 4 × 400 m | repasaże   | 3:12,66         |

## Rekordy życiowe
- bieg na 200 metrów – 20,81 (7 lipca 2024, Londyn)
- bieg na 200 metrów (hala) – 21,73 (27 stycznia 2018, Reims)
- bieg na 400 metrów – 45,17 (14 lipca 2024, La Chaux-de-Fonds)
- bieg na 400 metrów (hala) – 46,28 (19 lutego 2023, Aubière)
- bieg na 400 metrów przez płotki – 49,41 (8 lipca 2018, Albi)